# هوارد ستورم
هوارد ستورم (بالإنجليزية: Howard Storm)‏ هو كاتب سيناريو ومخرج وممثل أمريكي، ولد في 11 ديسمبر 1939 بمانهاتن في الولايات المتحدة.

## أعمال

### مسلسلات
- الجميع يحب رايموند

## وصلات خارجية
- هوارد ستورم على موقع IMDb (الإنجليزية)
- هوارد ستورم على موقع ألو سيني (الفرنسية)
- هوارد ستورم على موقع أول موفي (الإنجليزية)
- هوارد ستورم على موقع قاعدة بيانات الأفلام السويدية (السويدية)
- هوارد ستورم على موقع قاعدة بيانات الفيلم (الإنجليزية)
- هوارد ستورم على موقع كينوبويسك (الروسية)